# Peters Peak
Peters Peak är en bergstopp i Antarktis. Den ligger i Östantarktis. Nya Zeeland gör anspråk på området. Toppen på Peters Peak är 2 220 meter över havet, eller 807 meter över den omgivande terrängen. Bredden vid basen är 4,3 km.
Terrängen runt Peters Peak är kuperad åt nordväst, men åt sydost är den bergig. Trakten är obefolkad. Det finns inga samhällen i närheten.